# 黄德鸿
黄德鸿（1916年—2015年），又名远之，笔名乙平，男，广东阳江人，中国工业经济学家，曾任暨南大学教授、博士生导师。